# 冀如錫
冀如錫（1613年—1686年），字公冶，一字熔我，直隸永年縣冀尹固村人。清朝政治人物、進士出身。
明崇禎十二年（1639年）舉人。清朝順治四年（1647年），登進士，授刑部主事。后歷任山東司員外郎、貴州司郎中。之後歷任太常寺卿，轉通政司通政使，擢工部右侍郎、工部左侍郎。官至工部尚書。
子冀栋、冀榘皆为康熙进士。 